# Corona (football)
Pour les articles homonymes, voir Corona.
Miguel Angel García Pérez-Roldán dit Corona est un footballeur espagnol né le 12 février 1981 à Talavera de la Reina, qui évolue au poste d'arrière gauche de 1999 à 2017.

## Carrière
- 1995-2001 :  Real Madrid
- 2001-2007 :  Real Saragosse
- 2004-2005 :  Polideportivo Ejido (prêt)
- 2005-2006 :  Albacete Balompié (prêt)
- 2006-2007 :  UD Almería (prêt)
- 2007-2015 :  UD Almería[1],[2]
- 2015-2016 :  Brisbane Roar
- 2016-2017 :  UD Almería

## Palmarès
- Real Saragosse
  - Vainqueur de la Coupe d'Espagne : 2004.
  - Vainqueur de la Supercoupe d'Espagne : 2004.